# Louis Friedemann Thiele
Louis Friedemann Thiele (* 4. Juli 1981 in München) ist ein deutscher Schauspieler, Synchronsprecher sowie Hörspiel- und Hörbuchsprecher. Er lebt in Köln und München.

## Leben und Karriere
Louis Friedemann Thiele stammt aus einer Künstlerfamilie. Seine Eltern sind die Schauspielerin Johanna Liebeneiner und der Kameramann Michael Thiele. Seine Großeltern waren der Regisseur Wolfgang Liebeneiner und die Schauspielerin Hilde Krahl. Mit 13 Jahren stand er das erste Mal für den ARD-Fernsehfilm Leise Schatten unter der Regie von Sherry Hormann vor der Kamera. Kurz darauf spielte er eine Episodenhauptrolle im Münchner Tatort Klassen-Kampf unter der Regie von Friedemann Fromm.
Nach seinem Abitur im Jahr 2000 studierte er an der Schauspielschule American Academy of Dramatic Arts in Los Angeles, USA, und schloss seine Ausbildung 2003 mit dem Bachelor of Arts ab. Friedemann Thiele kehrte nach Deutschland zurück und spielte Rollen in Produktionen wie Die Stimmen, Alphateam, Mama und Papa, Alarm für Cobra 11, Die Rosenheim-Cops und dem Kinofilm Merry Christmas, der 2006 für den Oscar als bester ausländischer Film nominiert wurde.
Von 2005 bis 2008 war Louis Friedemann Thiele Ensemblemitglied am Schauspiel Essen unter Intendant Anselm Weber, wo er noch bis 2010 als Gast spielte. Im Jahre 2008 wurde er in der Kritikerumfrage des Theatermagazins Theater Pur zum besten Nachwuchsschauspieler nominiert.
Seit 2008 ist Louis F. Thiele auch als Synchronsprecher aktiv. In dem Film Final Destination 5 spricht er die Hauptrolle Sam Lawton. In der BBC-Serie Robin Hood spricht er die durchgehende Rolle des Will Scarlet und ist auch als Hauptrolle Feodor in dem Adventure-Spiel The Lost Chronicles of Zerzura zu hören. Zudem arbeitet er regelmäßig als Sprecher für den WDR und das Deutschlandradio. Von 2012 bis 2019 spricht er die durchgehende Hauptrolle Prince Charming in der ABC-Serie Once Upon a Time – Es war einmal … sowie die durchgehende Hauptrolle Gendry in der erfolgreichen HBO-Serie Game of Thrones. 2015 übernahm er die Sprecherrolle des Protagonisten Zac im Film Frequencies. Im Sommer 2013 dreht Louis Friedemann Thiele den österreichischen Kinofilm Rise Up in Tirol.
Im Rahmen seiner Arbeit als Stimmcoach gibt Louis Friedemann Thiele außerdem Workshops für Freie Redner.
Im Anime-Bereich ist Thiele etwa in Assassination Classroom, Food Wars! Shokugeki no Soma, My Hero Academia, Hunter x Hunter und Spice and Wolf zu hören.

## Filmografie (Auswahl)

### Kino
- 2005: Merry Christmas (Joyeux Noël)
- 2007: Mr Right 22
- 2008: John Deere
- 2009: Weisse Stille
- 2009: Selbstmord nervt!
- 2009: Memory
- 2010: Sprungbrett
- 2011: The Evidence
- 2011: Pax Aeterna
- 2011: Schwarzherz
- 2013: Rise Up!
- 2014: The right to save
- 2015: Das Wetter in geschlossenen Räumen

### Fernsehen
- 1994: Tatort – Klassen-Kampf
- 1997: Polizeiruf 110: Feuertod
- 1999: Tödliche Schatten
- 2004: Alarm für Cobra 11 – Die Autobahnpolizei (Fernsehserie, eine Folge)
- 2004: Schulmädchen (Fernsehserie, eine Folge)
- 2005–2016: Die Rosenheim-Cops
  - 2005: Das Schweigen der Schweine
  - 2011: Der Preis der Schönheit
  - 2016: Auch Überflieger stürzen ab
- 2011: Lena – Liebe meines Lebens (Fernsehserie)
- 2011–2012: Ein Fall für die Anrheiner (Fernsehserie)
- 2014: Bettys Diagnose (Fernsehserie)
- 2015: Der Staatsanwalt (Fernsehserie)
- 2015: SOKO 5113 (Fernsehserie)
- 2024: Watzmann ermittelt (Fernsehserie)

## Synchronisation (Auswahl)

### Serie
- 2006–2009: Robin Hood – für Harry Lloyd als Will Scarlett
- 2007–2015: Phineas und Ferb – für Seth Green als Monty Monogram
- 2011–2019: Game of Thrones – Das Lied von Eis und Feuer – für Joe Dempsie als Gendry
- seit 2011: Go Wild! Mission Wildnis – für Martin Kratt als Martin Kratt
- 2011: Hunter x Hunter – für Mamoru Miyano als Chrollo Luzilfer
- 2011–2018: Once Upon a Time – Es war einmal ... – für Josh Dallas als Prinz Charming / David Nolan
- 2011–2012: Threesome – für Emun Elliott als Richie Valentine
- 2014: Babylon  – für Adam Deacon als Robert 'Robbie' Bass
- 2014–2020: How to Get Away with Murder – für Jack Falahee als Connor Walsh
- 2015: Akame ga Kill – Schwerter der Assassinen – für Souma Saitou als Tatsumi
- 2015–2016: Arrow – für Nolan Gerard Funk als Brother Eye / Cooper Seldon

- 2015: The Heroic Legend of Arslan – für Yuusuke Kobayashi als Arslan
- 2015–2016: Assassination Classroom – für Yoshitaka Yamaya als Tomohito Sugino
- 2015–2017: Dinotrux – für Doron Bell als Klemmo
- 2015–2020: Food Wars! Shokugeki no Soma – für Takahiro Sakurai als Satoshi Isshiki
- 2017: Rokka: Die Helden der sechs Blumen – für Kenichi Suzumura als Hans Humpty
- seit 2016: My Hero Academia – für Kouki Uchiyama als Tomura Shigaraki / Tenko Shimura
- 2018: Detektei Layton – Katrielles rätselhafte Fälle – für Tetsuya Kakihara als Frederick Morden
- 2019–2021: Fast & Furious Spy Racer – für Tyler Posey als Tony Toretto
- 2020: My Next Life as a Villainess: Wie überlebe ich in einem Dating-Game? – für Shouta Aoi als Geordo Stuart
- 2020–2021: Special 7: Special Crime Investigation Unit  – für Yoshitsugu Matsuoka als Luka Mizuma
- 2020: Talentless Nana – für Hiromichi Tezuka als Seiya Kori
- 2021: Higehiro: After Being Rejected, I Shaved and Took in a High School Runaway – für Kousuke Toriumi als Issa Ogiwara
- 2021: Only Murders in the Building – für Quincy Dunn-Baker als Kev
- 2022: Furioza – In den Fängen der Hooligans  – für Mateusz Damiecki als Golden
- 2022: I'm Quitting Heroing – für Yumi Uchiyama als Mernes
- 2022: Juliet – für Maarten Ketels als Danny Dumon
- 2022: Karen Pirie – für Chris Jenks als DC Jason Murray
- 2022: Pistol – für Rory Alexander als Boogie
- 2023: Ein Funken Hoffnung – Anne Franks Helferin – für Sebastian Armesto als Max Stoppleman

### Filme
- 2009: Dark Legends – Neugier kann tödlich sein – für Drew Seeley als Derek
- 2010: Die Einsamkeit der Primzahlen – für Luca Marinelli als Mattia Balossino
- 2011: Final Destination 5 – für Nicholas D’Agosto als Sam
- 2011: Lemonade Mouth – Die Geschichte einer Band – für Nick Roux als Scott
- 2011: Mardi Gras: Die größte Party ihres Lebens – für Nicholas D'Agosto als Mike Morgan
- 2012: Die Beilight Saga – Bis(s) einer heult – für Michael Adam Hamilton als Ronald
- 2013: Beautiful Creatures – Eine unsterbliche Liebe – für Sam Gilroy als Ethan Carter Wate
- 2014: The Imitation Game – Ein streng geheimes Leben – für Allen Leech als John Cairncross
- 2016: Stolz und Vorurteil & Zombies – für Matt Smith als Mr. Collins
- 2017: El Camino Christmas – für Luke Grimes als Eric Roth
- 2017: Gnomes & Trolls – für Nash Grier als Trey
- 2017: My Hero Academia: Superheldennotizen – für Kouki Uchiyama als Tomura Shigaraki
- 2018: Elliot – Das kleinste Rentier – für Rob Tinkler als Walter
- 2018: Harry & Meghan – Eine königliche Romanze – für Murray Fraser als Prinz Harry
- 2018: Die unglaubliche Reise des Fakirs, der in einem Kleiderschrank feststeckte – für Dhanush als Ajatashatru Lavash Patel
- 2019: Spice and Wolf: Die Wölfin und der Schweif des Glücks – für Jun Fukuyama als Kraft Lawrence
- 2019: My Hero Academia The Movie: Heroes Rising – für Kouki Uchiyama als Tomura Shigaraki / Tenko Shimura
- 2019: Rotschühchen und die sieben Zwerge – für Sam Claflin als Merlin
- 2021: Die Schöne und das Biest – für Jaime Olías als André
- 2021: Liebe ohne Grenzen – für Jim Bakkum als Maarten
- 2022: Hanasaku Iroha: The Movie – Home Sweet Home – für Junji Majima als Tooru Miyagishi
- 2022: Hot Seat – für Sam Asghari als Sergeant Tobias
- 2022: Ritualmord – für Willem Herbots als Jonas
- 2022: Die Zeit, die wir teilen – für Swann Arlaud als Nathan
- 2023: Falling Into Place – für Mike Noble als Josh
- 2023: Hellraiser – Das Schloss zur Hölle – für Kit Clarke als Joey Coscuna
- 2023: Mavka – Hüterin des Waldes – für Eddy Lee als Lucas
- 2023: Munch – für Mattis Herman Nyquist als Edvard Munch (mit 30 Jahren)
- 2023: Spinning Gold – Der Soundtrack deines Lebens – für James Wolk als Larry Harris

### Videospiele
- 2019: Cameron Monaghan in Star Wars Jedi: Fallen Order als Cal Kestis
- 2022: Scott Porter in God of War Ragnarök als Heimdall
- 2023: Cameron Monaghan in Star Wars Jedi: Survivor als Cal Kestis

## Theater
- 2005–2008: Ensemblemitglied am Schauspiel Essen
- 2009: Ein Sommernachtstraum – Theater Erlangen
- 2010: Comedian Harmonists – Städtische Bühnen Münster
- 2012: Comedian Harmonists – Musiktheater im Revier

## Hörspiele und Features (Auswahl)
- 2013: Raphael Smarzoch: Game Inc. – Regie: Robert Steudtner (Feature – WDR)
- 2014: Darius Ossami: Jakarta Punk – Regie: Robert Steudtner (Feature – WDR)
- 2018: Gruselkabinett: Karl Heinrich Ulrichs: Manor (Hörspiel), Titania Medien, ISBN 978-3-7857-5561-7
- 2018: Gruselkabinett: Arthur Conan Doyle: Der Kapitän der Polestar, Titania Media, EAN 4049709940619
- 2018: Liu Cixin: Die drei Sonnen. Trisolaris-Trilogie – Regie: Martin Zylka (Hörspiel – WDR)
- 2019: Sherlock Holmes Chronicles: Die Entführung aus der Klosterschule, WinterZeit AUDIOBOOKS, ISBN 978-3-96066-014-9
- 2019: Sherlock Holmes Chronicles: Das Rätsel der Ansichtskarten, WinterZeit AUDIOBOOKS, EAN 4260507147813
- 2019 Sherlock Holmes Chronicles: Der Orchidenzüchter, WinterZeit AUDIOBOOKS, EAN 4260507147769
- 2020: Gebrüder Grimm: Allerleirauh – Regie: Marc Gruppe – Titania Media
- 2021: Gebrüder Grimm: Schneewittchen / Von dem Fischer und seiner Frau / Der Wolf und die sieben jungen Geißlein – Titania Media
- 2022: Sherlock Holmes – Die geheimen Fälle des Meisterdetektivs: Ludwig II. – Der Tod im Würmsee – Titania Media
- 2023: Berühre mich. Nicht, Laura Kneidl, LYX.audio, ISBN 978-3-96635-397-7
- 2023: Dirk Jürgensen: Holy Klassiker: Krieg um Troja, Holysoft GmbH
- 2023: Dirk Jürgensen: Holy Horror: Der Sandmann, Holysoft GmbH
- 2024: Julia Hingst/Anna-Luisa Espinosa/Axel Berking: The Extra Mile – MySpassAudio

## Hörbücher (Auswahl)
Thiele ist im Lauf seiner Karriere bereits für mehrere Verlage tätig gewesen, so etwa für Random House Audio, Argon Verlag, Lübbe Audio & Audible.
- 2019: Emma Scott: The Light in Us (gemeinsam mit Julia von Tettenborn), LYX.audio & BookBeat, ISBN 978-3-96635-036-5
- 2019: Emma Scott: You Are My Light – Novella zu The Light in Us (gemeinsam mit Julia von Tettenborn), LYX.audio, ISBN 978-3-96635-037-2
- 2019: Morgane Moncomble: Never Too Close (gemeinsam mit Dagmar Bittner), LYX.audio, ISBN 978-3-96635-018-1
- 2019: Marie Graßhoff: Neon Birds, Lübbe Audio, ISBN 978-3-8387-9313-9
- 2020: Marie Graßhoff: Cyber Trips (Hörbuch-Download), Lübbe Audio, ISBN 978-3-8387-9458-7
- 2020: Kelly Oram: A is for Abstinence (Hörbuch-Download), Lübbe Audio, ISBN 978-3-8387-9473-0
- 2020: Anabelle Stehl: Breakaway (Hörbuch-Download), LYX.Audio, ISBN 978-3-96635-117-1
- 2020: Andreas Eschbach: Das ferne Leuchten. Lübbe Audio, ISBN 978-3-8387-9523-2
- 2021: Vi Keeland & Penelope Ward: BRITISH PLAYER (Hörbuch-Download, gemeinsam mit Julia von Tettenborn), Lübbe Audio, ISBN 978-3-96635-179-9
- 2021: Ava Reed: Deeply (gemeinsam mit Julia von Tettenborn), LYX.audio, ISBN 978-3-96635-083-9
- 2022: Gloria Trutnau: Viele Träume führen ans Ziel (Hörbuch-Download, gemeinsam mit Corinna Dorenkamp), Lübbe Audio, ISBN 978-3-7540-0212-4
- 2022: Ava Reed: High Hopes (gemeinsam mit Julia von Tettenborn), LYX:audio, ISBN 978-3-96635-157-7
- 2022: Anna Savas: Keeping Dreams (gemeinsam mit Marylu Poolman), LYX.audio
- 2022: Marina Neumeier: Shape of Love – Mit jeder meiner Fasern (Hörbuch-Download, gemeinsam mit Pia-Rhona Saxe), Lübbe Audio, ISBN 978-3-7540-0634-4
- 2022: Marie Graßhoff: Spicy Noodles – Der Geschmack des Feuers, Lübbe Audio, ISBN 978-3-7540-0217-9
- 2022: Karla Nikole: Vampire Chronicles – Die Verbindung, LYX.audio, ISBN 978-3-96635-358-8
- 2023: Marina Neumeier: Script of Love – Mit jedem deiner Blicke (Hörbuch-Download, gemeinsam mit Pia-Rhona Saxe), Lübbe Audio, ISBN 978-3-7540-0635-1
- 2023: Anya Omah: Gewitterleuchten (gemeinsam mit Regine Lange), Argon Verlag, ISBN 978-3-7324-5610-9
- 2023: Franziska Jebens: Immer am Meer entlang (gemeinsam mit Corinna Dorenkamp), Saga Egmont, ISBN 978-87-28-40990-9
- 2023: Marina Neumeier: Sense of Love – Mit jedem  unserer Worte (Hörbuch-Download, gemeinsam mit Pia-Rhona Saxe), Lübbe Audio, ISBN 978-3-7540-0636-8
- 2023: Hannah Grace: Icebreaker (gemeinsam mit Corinna Dorenkamp), LYX.audio, ISBN 978-3-96635-398-4
- 2024: Maren Vivien Haase: Belladaire Academy of Athletes – Rivals (Hörbuch-Download, Teil 2 der Serie „Belladaire Academy“, gemeinsam mit Gabrielle Pietermann), Random House Audio, ISBN 978-3-8371-6608-8
- 2024: Vasily Mahanenko: Die Tartila-Mine, Lübbe Audio/Audible (Der Alchemist 5)
- 2025: Tina Köpke: Unsere verfluchten Herzen, Argon Verlag, ISBN 978-3-7324-7456-1 (Hörbuch-Download, Hunting Souls 2, mit Rebecca Veil)